# Tesa Vilar
Tesa Vilar, slovenska kolesarka, * 3. september 1995.
V letu 2015 je nastopala za ekipo BTC City Ljubljana.